# Платинамолибден
Платинамолибден — бинарное неорганическое соединение, интерметаллид
платины и молибдена
с формулой MoPt,
кристаллы.

## Получение
- Сплавление стехиометрических количеств чистых веществ:

{\displaystyle {\mathsf {Pt+Mo\ {\xrightarrow {1300^{o}C}}\ MoPt}}}

## Физические свойства
Платинамолибден образует кристаллы
ромбической сингонии,
пространственная группа P mma,
параметры ячейки a = 0,4462 нм, b = 0,2725 нм, c = 0,4951 нм, Z = 2,
структура типа кадмийзолота AuCd
.
Соединение образуется по перитектоидной реакции при 1300 °C
и имеет широкую область гомогенности 43÷53 ат.% платины.